# Каменный Бор (станция)
Ка́менный Бор — железнодорожная станция Октябрьской железной дороги в Петрозаводске. Ранее носила названия Северная Точка, Онежский-Перевалка.
Название станции происходит от наименования местности Каменный Бор. В XIX веке в местечке Каменный Бор добывали камень для своих нужд горожане Петрозаводска, в XX веке поблизости находились каменные разработки предприятия «Карелстройматериалы».
Во время строительства хлебозавода в 1930-х годах от станции отходили также узкоколейные железные дороги колеи 600 и 750 мм, по которым камень подвозился на место стройки и привозился камень с каменного карьера.
В 1947 — начале 1950-х годов станция использовалась в пассажирском сообщении между судостроительным заводом № 789 и станцией Голиковка — для рабочих завода ходил рабочий поезд. С середины 1950-х годов пассажирского сообщения по станции нет.
13 апреля 2017 года улице, проходящей рядом со станцией, присвоено одноимённое название — проезд Станция Каменный Бор.
В 2023 году все старые пути были разобраны, построен один новый, идущий с грузового порта на ст. Онежский. Так же была снесена будка станционного смотрителя.

## Галерея

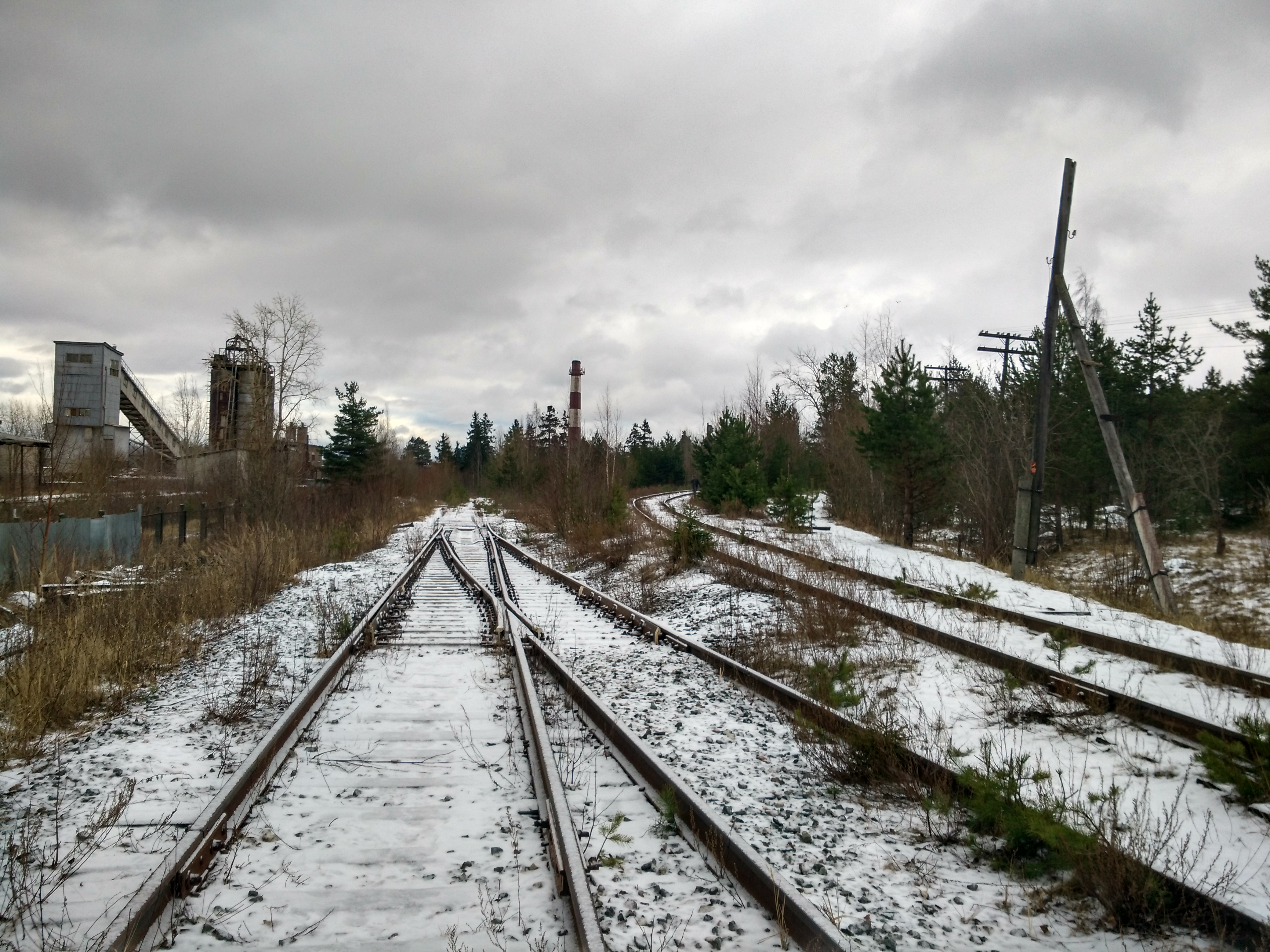
Вид на восточную горловину: слева − разобранный путь на нефтебазу в Выгойнаволоке, справа − путь на ст.Онежский разъезд
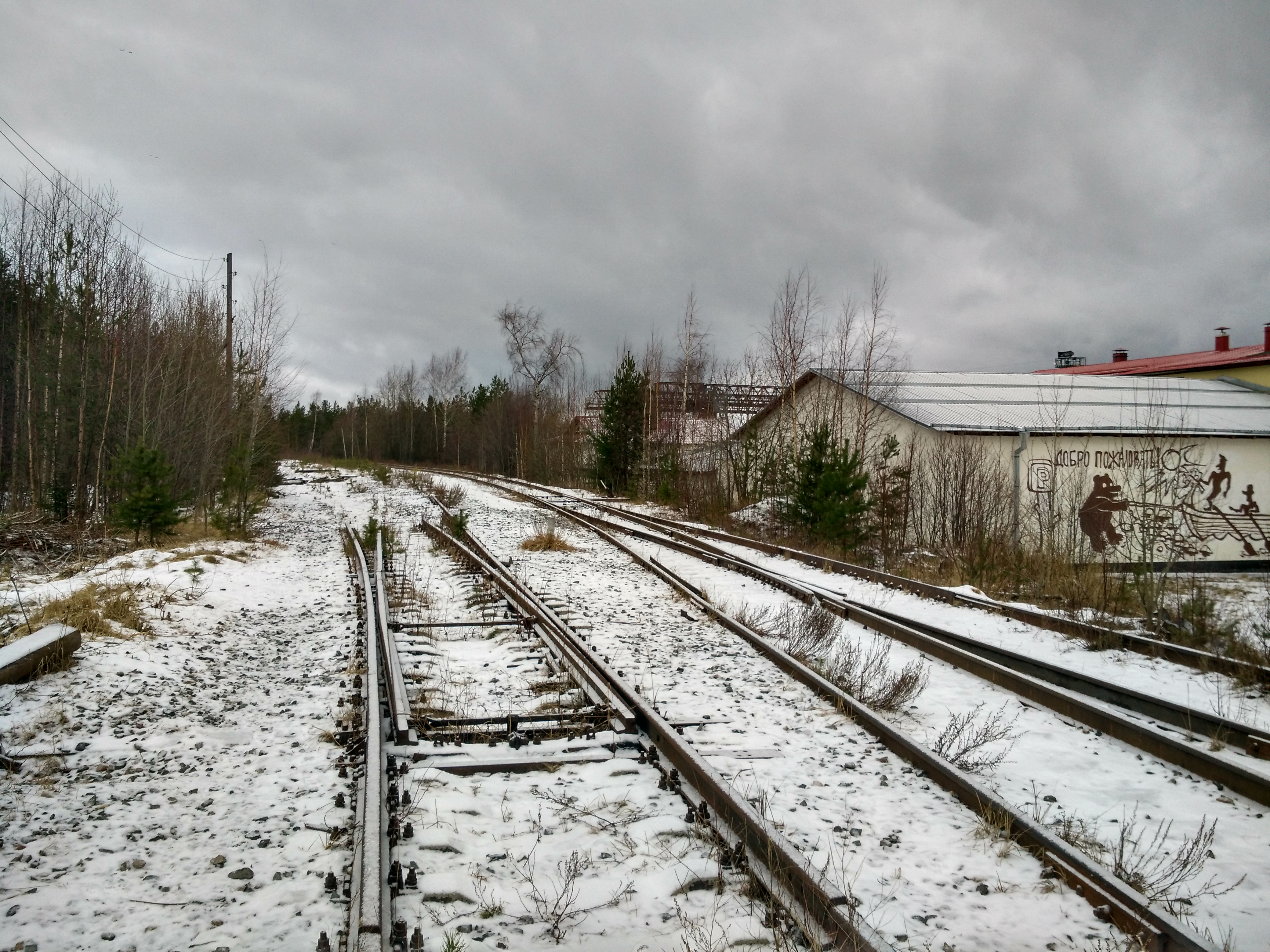
Западная часть станции: слева − разобранный путь на ОТЗ, справа − путь в грузовой порт
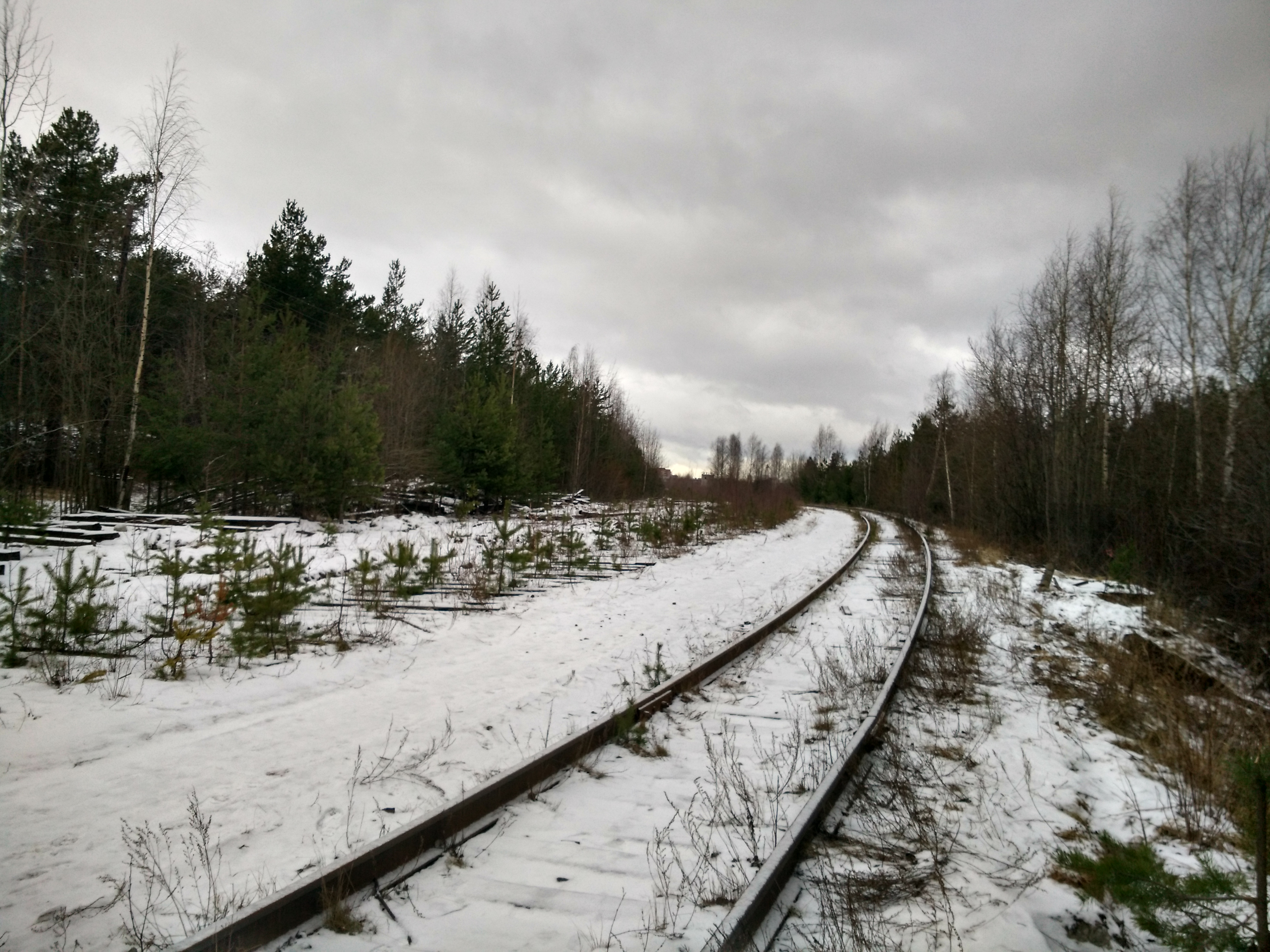
Вид на западную горловину станции, слева − разобранный путь на ОТЗ
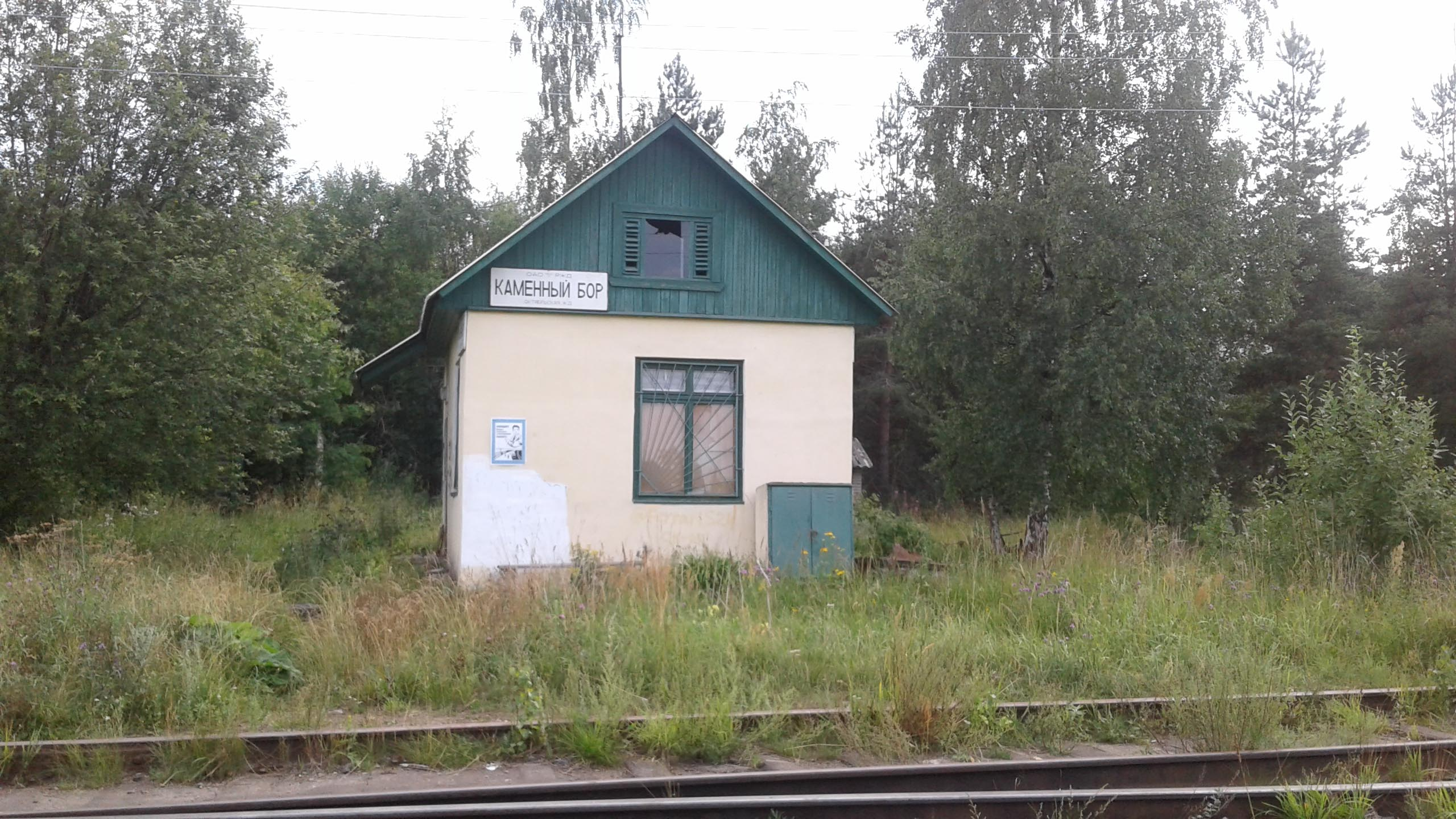
Здание станционного смотрителя (2018 г.)
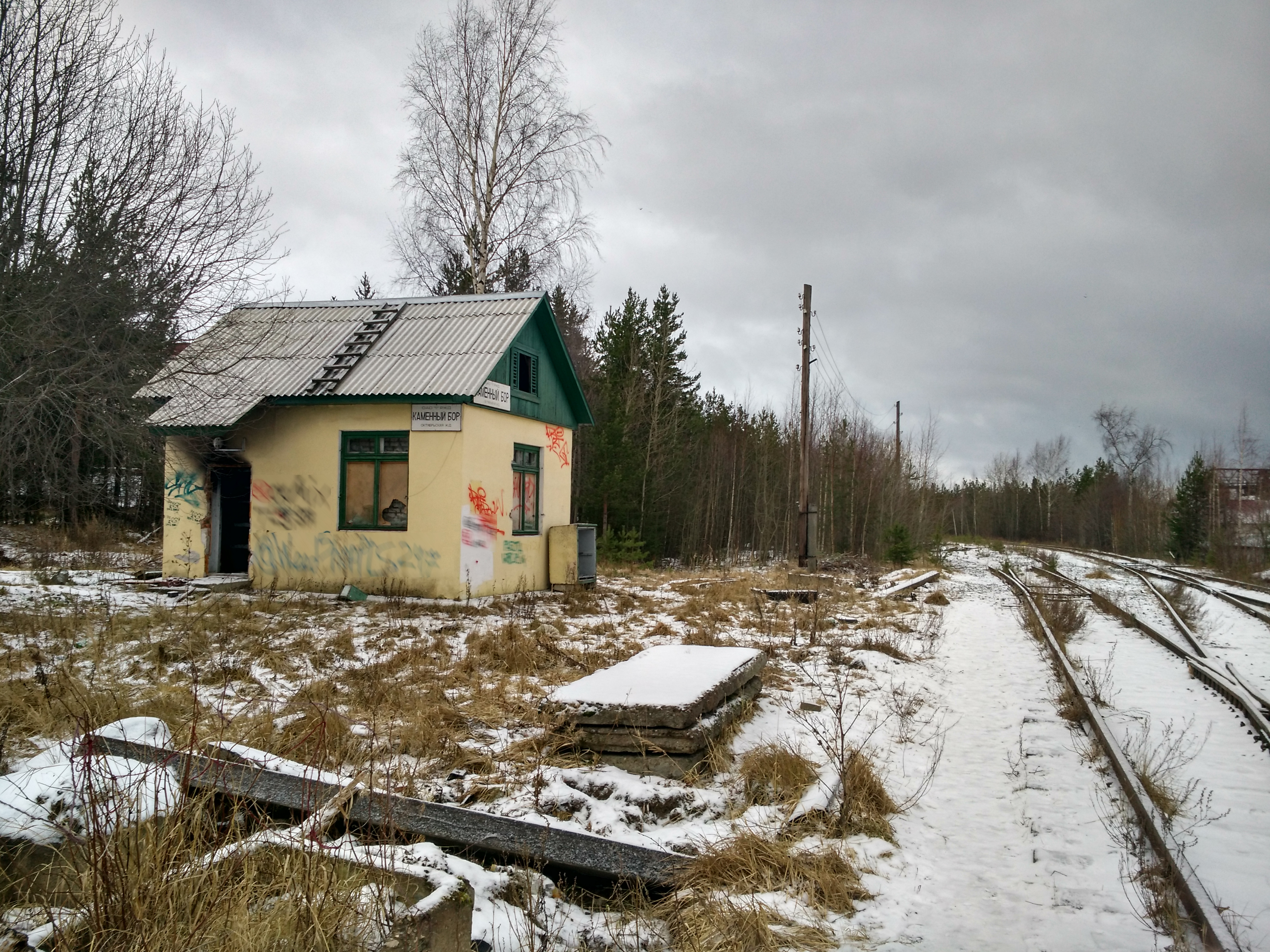
Разорение и запустение (2020 г.)
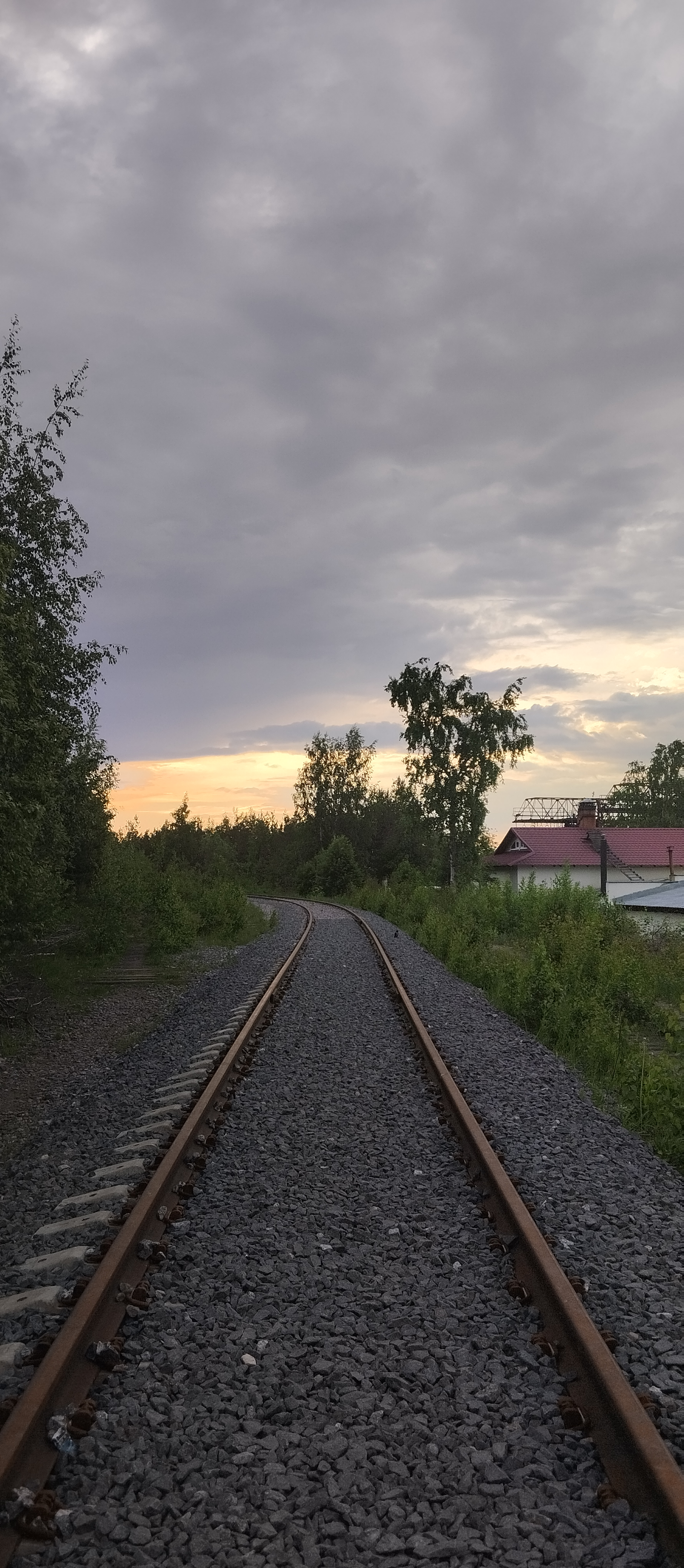
Вид на западную горловину: слева - что осталось от станционных путей, по центру - новый путь, идущий в сторону порта.